# Gyulafehérvári fejedelmi palota
A gyulafehérvári fejedelmi palota műemlék Romániában, Fehér megyében. A romániai műemlékek jegyzékében az AB-II-m-A-00133 sorszámon szerepel. Gyulafehérvár történelmi központjának részeként javasolt világörökségi helyszín.